# Kamionka Nowa (gromada w powiecie suwalskim)
Kamionka Nowa – dawna gromada, czyli najmniejsza jednostka podziału terytorialnego Polskiej Rzeczypospolitej Ludowej w latach 1954–1972.
Gromady, z gromadzkimi radami narodowymi (GRN) jako organami władzy najniższego stopnia na wsi, funkcjonowały od reformy reorganizującej administrację wiejską przeprowadzonej jesienią 1954 do momentu ich zniesienia z dniem 1 stycznia 1973, tym samym wypierając organizację gminną w latach 1954–1972.
Gromadę Kamionka Nowa z siedzibą GRN w Kamionce Nowej utworzono – jako jedną z 8759 gromad – w powiecie suwalskim w woj. białostockim, na mocy uchwały nr 23/V WRN w Białymstoku z dnia 4 października 1954. W skład jednostki weszły obszary dotychczasowych gromad Kamionka Nowa, Kamionka Poprzeczna, Kamionka Stara, Klonowa Góra, Podwólczanka, Wólka Folwark, Wólka, Zajączkowo Folwark i Zajączkowo ze zniesionej gminy Wólka oraz Aleksandrowo, Maryna i Orłowo ze zniesionej gminy Kuków w tymże powiecie. Dla gromady ustalono 10 członków gromadzkiej rady narodowej.
31 grudnia 1959 gromadę Kamionka Nowa zniesiono, włączając ją do gromad  Bakałarzewo (wsie Kamionka Nowa, Kamionka Stara, Kamionka Poprzeczna, Klonowa Góra, Maryna, Podwólczanka, Wólka, Zajączkowo, Konstantynówka i Podrabalin, kolonię Wólka-Folwark, PGR Zajączkowo, obszar lasów państwowych N-ctwa Rospuda obejmjący oddziały 50—62 oraz jeziora Bolesty (część północna) i Okrągłe) i Wychodne (wsie Aleksandrowo i Orłowo).